# Вельтрони, Вальтер
Вальтер Вельтрони (итал. Walter Veltroni; род. 3 июля 1955, Рим) — итальянский политик, вице-премьер и министр культуры в правительстве Романо Проди в 1996—1998, мэр Рима в 2001—2008, лидер партии «Левые демократы» в 1998—2001 и Демократической партии в 2007—2009.

## Биография
Родился в семье менеджера RAI и дочери югославского представителя в Ватикане Кирилла Котника, словенца по национальности. 
В 15 лет вступил в молодёжную ассоциацию коммунистов, в 1976 году был избран советником мэрии Рима от Итальянской коммунистической партии. 
В 1987 был избран в Палату депутатов Италии. В 1988 году стал членом национального секретариата ИКП. 
В 1992—1996 был главным редактором газеты «Унита» — печатного органа прекратившей существование в 1991 году Итальянской коммунистической партии, а затем Партии демократических левых сил. 
В 1998—2001 занимал должность руководителя партии «Левые демократы»; ушёл в отставку после избрания мэром Рима. На этом посту Вельтрони пользовался значительной поддержкой горожан. 
В 2007 году был избран первым председателем новой левоцентристской Демократической партии. 
В феврале 2008 года ушёл в отставку с поста мэра города, чтобы сконцентрироваться на подготовке к парламентским выборам, на которых, однако, победили правоцентристы Сильвио Берлускони. На выборах в основе программы Вельтрони были активизация социальной политики и политическая реформа, призванная стабилизировать политическую жизнь Италии. 
В феврале 2009 года объявил об уходе с поста лидера партии.
В 2022 был внесён кандидатом в списки голосования на пост президента Итальянской республики.
После окончания политической деятельности Вельтрони посвятил себя журналистике, литературе и кино. В последние годы он снял несколько документальных фильмов, является автором книг на различную тематику.

## Награды и достижения

### Государственные награды

#### Награды Итальянской Республики
- Кавалер Большого креста ордена «За заслуги перед Итальянской Республикой» (21 декабря 2005)[7]

#### Награды других стран
- Кавалер Большой креста Ордена pro Merito Melitensi (21 июня 2004)[8]
- Офицер ордена Почётного легиона (Франция) (май 2000)[9]
- Командор ордена Трёх звёзд (Латвия) — 21 июня 2005[10]
- Медаль Восточной Республики Уругвай (9 октября 2003 года, Уругвай)[11]

## Семья
- Супруга (1982 ─ н.в.) ─ Флавия Приско ─ архитектор[12]. Свидетелем на их свадьбе был, друг Вельтрони, автор-исполнитель Франческо де Григори[6].
  - дочь ─ Мартина ─ ассистент режиссёра[12].
  - дочь ─ Виттория